# Майминский район
Ма́йминский район или аймак (алт. Майма аймак) — административно-территориальная единица и муниципальное образование (муниципальный район) в составе Республики Алтай Российской Федерации.
Административный центр — село Майма.

## География
Район расположен в северо-западной части Республики Алтай. Территория: 1 285 км².

## История
16 сентября 1924 года на основе существовавших волостей был образован Майминский аймак в составе Ойратской автономной области с центром в селе Улала. 10 декабря 1932 года Майминский аймак был переименован в Улалинский, а 10 апреля 1933 года — в Ойрот-Турский аймак с центром в городе Ойрот-Туре. С 1939 года часть структур аймака начала переезжать в село Майма-Чергачак. 7 января 1948 года Ойрот-Турский аймак был вновь переименован в Майминский в составе Горно-Алтайской автономной области Алтайского края. 25 апреля 1953 года решением Горно-Алтайского облисполкома село Майма-Чергачак (9 августа 1960 года переименованное в Майма) официально стало центром Майминского аймака.
28 сентября 1956 года в состав Майминского аймака вошла территория упразднённого Чойского аймака. В 1962 году в состав аймака вошла территория упразднённого Элекмонарского аймака. В марте 1963 года Майминский аймак преобразован в Майминский район. В 1965 году часть сельских советов Майминского района были переданы во вновь образованный Шебалинский район. В 1980 году часть сельских советов Майминского района были переданы во вновь образованный Чойский район.

## Население
| 1897    | 1916    | 1920    | 1926    | 1933    | 1939    | 1959    | 1970    | 1979    |
| ------- | ------- | ------- | ------- | ------- | ------- | ------- | ------- | ------- |
| 2651    | ↗8743   | ↗12 281 | ↗16 205 | ↘11 386 | ↗14 755 | ↗27 493 | ↘27 019 | ↘18 815 |
| 1989    | 2002    | 2003    | 2004    | 2005    | 2006    | 2007    | 2008    | 2009    |
| ↗22 533 | ↗26 306 | ↗26 541 | ↗26 920 | ↗27 100 | ↗27 400 | ↗27 600 | ↗27 991 | ↗28 430 |
| 2010    | 2011    | 2012    | 2013    | 2014    | 2015    | 2016    | 2017    | 2018    |
| ↗28 642 | ↗28 667 | ↗28 867 | ↗29 397 | ↗30 050 | ↗31 113 | ↗31 932 | ↗33 042 | ↗33 939 |
| 2019    | 2020    | 2021    |         |         |         |         |         |         |
| ↗34 242 | ↗34 570 | ↘30 375 |         |         |         |         |         |         |

По данным Всероссийской переписи населения 2021 года: 
| Народ   | Численность, чел. | Доля от всего населения, % |
| ------- | ----------------- | -------------------------- |
| русские | 23 554            | 77,54 %                    |
| алтайцы | 2 469             | 8,13 %                     |
| другие  | 4 352             | 14,33 %                    |
| всего   | 30 375            | 100,00 %                   |

Согласно прогнозу Минэкономразвития России, численность населения будет составлять:
- 2024 — 40,75 тыс. чел.
- 2035 — 51,35 тыс. чел.

## Муниципально-территориальное устройство
31 марта 2015 года Верх-Карагужинское сельское поселение включено в Майминское сельское поселение.
С 2015 года в районе 25 населённых пунктов в составе шести сельских поселений:
| № | Сельские поселения                | Административный центр | Количество населённых пунктов | Население | Площадь, км² |
| - | --------------------------------- | ---------------------- | ----------------------------- | --------- | ------------ |
| 1 | Бирюлинское сельское поселение    | село Бирюля            | 4                             | ↘1379     | 304,00       |
| 2 | Кызыл-Озёкское сельское поселение | село Кызыл-Озёк        | 6                             | ↘6662     | 420,00       |
| 3 | Майминское сельское поселение     | село Майма             | 6                             | ↘19 010   | 159,00       |
| 4 | Манжерокское сельское поселение   | село Манжерок          | 2                             | ↘1587     | 89,00        |
| 5 | Соузгинское сельское поселение    | село Соузга            | 3                             | ↘1211     | 39,00        |
| 6 | Усть-Мунинское сельское поселение | село Усть-Муны         | 4                             | ↘526      | 160,00       |

| №  | Населённый пункт | Тип                          | Население | Муниципальное образование         |
| -- | ---------------- | ---------------------------- | --------- | --------------------------------- |
| 1  | Александровка    | село                         | ↘314      | Бирюлинское сельское поселение    |
| 2  | Алфёрово         | посёлок                      | ↗1467     | Кызыл-Озёкское сельское поселение |
| 3  | Барангол         | посёлок                      | ↗115      | Усть-Мунинское сельское поселение |
| 4  | Бирюля           | село                         | ↗727      | Бирюлинское сельское поселение    |
| 5  | Верх-Карагуж     | село                         | ↘481      | Майминское сельское поселение     |
| 6  | Верхний Сайдыс   | посёлок                      | ↗3        | Кызыл-Озёкское сельское поселение |
| 7  | Дубровка         | посёлок                      | ↗467      | Майминское сельское поселение     |
| 8  | Известковый      | посёлок                      | ↘46       | Усть-Мунинское сельское поселение |
| 9  | Карасук          | село                         | ↗331      | Кызыл-Озёкское сельское поселение |
| 10 | Карлушка         | посёлок                      | ↘442      | Майминское сельское поселение     |
| 11 | Карым            | посёлок                      | ↘81       | Усть-Мунинское сельское поселение |
| 12 | Кызыл-Озёк       | село                         | ↘4513     | Кызыл-Озёкское сельское поселение |
| 13 | Майма            | село, административный центр | ↘16 890   | Майминское сельское поселение     |
| 14 | Манжерок         | село                         | ↘1567     | Манжерокское сельское поселение   |
| 15 | Озёрное          | село                         | ↗167      | Манжерокское сельское поселение   |
| 16 | Подгорное        | село                         | ↗546      | Майминское сельское поселение     |
| 17 | Рыбалка          | посёлок                      | ↗62       | Майминское сельское поселение     |
| 18 | Соузга           | село                         | ↗1267     | Соузгинское сельское поселение    |
| 19 | Средний Сайдыс   | село                         | ↗203      | Кызыл-Озёкское сельское поселение |
| 20 | Турбаза «Юность» | посёлок                      | ↘52       | Соузгинское сельское поселение    |
| 21 | Улалушка         | посёлок                      | →9        | Кызыл-Озёкское сельское поселение |
| 22 | Урлу-Аспак       | село                         | ↗427      | Бирюлинское сельское поселение    |
| 23 | Усть-Муны        | село                         | ↘445      | Усть-Мунинское сельское поселение |
| 24 | Филиал           | посёлок                      | ↗27       | Бирюлинское сельское поселение    |
| 25 | Черемшанка       | посёлок                      | ↗96       | Соузгинское сельское поселение    |

## Экономика
На территории района осуществляют свою деятельность 217 торговых предприятий, 9 предприятий общественного питания, 9 предприятий хлебопечения, 20 АЗС. Основные виды экономики в районе: деревопереработка, молочное скотоводство, пантовое оленеводство, птицеводство, хмелеводство, садоводство, овощеводство, пчеловодство. Район богат гранитами: порфирами и диоритами, известковым и керамзитовым сырьём, строительными песками и глиной, лесными ресурсами.

## Туризм
В районе широко развит туризм. Вдоль трассы Р-256 расположено большое количество туристических и гостиничных комплексов. Наиболее популярными видами туризма остаются водный и конный туризм, пешеходные маршруты, спелеотуризм. В настоящее время популяризируются такие виды туризма, как парапланеризм и маршруты для охотников и рыболовов. Особое значение имеет развитие археологических и этнографических туров. Расширяется сеть зелёных домов сельского туризма. Многие местные жители сдают жильё внаём, но при этом не платят налоги. Одними из самых посещаемых в районе мест являются Тавдинские пещеры, источник Аржан-Суу, озеро Манжерок. Между селами Рыбалка и Соузга находится особая экономическая зона «Долина Алтая», на территории которой построен большой искусственный водоём, однако дно его не было должным образом подготовлено, в результате чего водоём стал протекать, угрожая соседним строениям и трассе Р-256. Рядом с селом Озёрное Манжерокского сельского поселения, на склоне горы Малой Синюхи открыт горнолыжный комплекс с кресельным и бугельными подъёмниками и искусственным оснежением.